# Жертва для імператора
«Жертва для імператора» — радянський художній фільм 1991 року, знятий режисером Розою Оринбасаровою на кіностудії «Ленфільм».

## Сюжет
Фільм заснований на документальних фактах і розповідає про офіцера японського генерального штабу, який отримав завдання під ім'ям капітана Рибнікова проникнути у військові кола Петербурга. Його викрили після відомої Цусімської битви 1904 року, коли Японія знищила весь Російський далекосхідний флот.

## У ролях
- Олександр Спорихін — штабс-капітан Рибніков
- Сергій Кушаков — Володимир Щавинський
- Леонід Ворон — детектив
- Олексій Гуськов — Льонечка
- Світлана Свірко — Клотільда
- Михайло Щетинін — «Матаня»
- Алішер Сулейменов — кухар-китаєць
- Анна Афанасьєва — Щавінська
- Євген Єрохін — Прохор
- Євген Меркур'єв — Василь, швейцар
- Олександр Ковальов — коридорний
- Жанна Сухопольська — Берта
- Володимир Глазков — Гриша Кулаков
- Сергій Кудімов — «Пінкертон»
- Р. Айзатуллін — епізод
- Олександр Алексєєв — епізод
- Людмила Аржанікова — епізод
- Артур Арутюнян — епізод
- Азамат Багіров — епізод
- Віктор Бердаков — епізод
- Ігор Вуколов — епізод
- Віктор Гоголєв — епізод
- Костянтин Гончаров — епізод
- С. Горюшин — епізод
- С. Горяйнов — епізод
- Валентин Жиляєв — господар готелю
- Юрій Калугін — епізод
- Віра Ліпсток — епізод
- Герман Лупекін — епізод
- М. Любарський — епізод
- Олександр Марков — епізод
- Микола Мартон — епізод
- Арменак Назікян — епізод
- Сергій Полежаєв — віце-адмірал
- Сергій Ражук — епізод
- Олександр Сластін — начальник комендантського управління
- Віктор Семеновський — епізод
- Віктор Титов — епізод
- Михайло Трухін — епізод
- Георгій Траугот — епізод
- Андрій Ургант — епізод
- Андрій Краско — епізод
- Микола Дік — контррозвідник
- Ірина Колганова — епізод
- Павло Корнаков — епізод
- Гліб Щур — офіцер-жандарм

## Знімальна група
- Режисер — Роза Оринбасарова
- Сценарист — Віталій Москаленко
- Оператор — Сергій Юриздицький
- Композитор — Андрій Сігле
- Художник — Сергій Коковкін
- Продюсери — Сергій Аврутін, Марк Рудінштейн